# 地球タクシー
『地球タクシー』（ちきゅうタクシー）は、NHK BS1で2015年から不定期に放送されているドキュメンタリー・紀行番組である。

## 概要
毎回世界のある1つの都市を舞台に、ディレクターとカメラマン、現地コーディネーター（または通訳など）のみの少人数の撮影隊が、現地のタクシーを乗り継ぎ、様々な運転手たちとのやりとりを重ねながら、その街の風景を記録していく紀行番組。番組ロゴは『地球TAXI』と表記されるが、NHKのサイト上等では『地球タクシー』の表記がなされており、本項も便宜上後者の表記に統一する。
撮影はタクシーの車体の内と外に複数の固定カメラを設置して行われ、行き先も運転手におすすめの場所やその土地らしい光景が見られる場所などを尋ねる形で決められる場面が多い。走行中に撮影された臨場感ある映像や日常の光景を中心に、地元に精通した運転手ならではの情報や、お国柄の反映された何気ない会話、運転手個人にまつわるエピソードや土地の歴史などを織り交ぜ、観光視点・住民視点の双方からひとつの街を描き出してゆく。
5minドライブ・15minドライブ
2018年3月からBS1およびNHK総合テレビにて不定期に放送されている、過去の放送シーンを抜き出した短縮バージョン。

### テーマ曲
- オープニングテーマ - シクスト・ロドリゲス『I wonder』

### 語り（ナレーション）
- 華恵 - 初回～「ローマを走る2022」まで（2022年放送の2回は「矢部華恵」名義[3]）
- 河村花 - 「台北を走る2023」から[4]

## 放送リスト
以下のほか、不定期に再放送も行われている。放送チャンネルは基本的にNHK BS1だが、再放送はNHK総合で行われたことがある。放送日時は日本時間。
| 1  | 2015年7月16日 23:00-23:50  | 「ベルリンを走る」             | ドイツ・ベルリン                   |
| 2  | 2016年3月19日 23:00-23:50  | 「台北を走る」                 | 台湾・台北                         |
| 3  | 2016年3月26日 23:00-23:50  | 「ブエノスアイレスを走る」     | アルゼンチン・ブエノスアイレス     |
| 4  | 2016年11月25日 21:00-21:50 | 「バンコクを走る」             | タイ・バンコク                     |
| 5  | 2016年11月26日 21:00-21:50 | 「リスボンを走る」             | ポルトガル・リスボン               |
| 6  | 2017年1月13日 21:00-21:50  | 「ロンドンを走る」             | イギリス・ロンドン                 |
| 7  | 2017年1月20日 21:00-21:50  | 「上海を走る」                 | 中国・上海                         |
| 8  | 2017年3月10日 21:00-21:50  | 「プラハを走る」               | チェコ・プラハ                     |
| 9  | 2017年3月17日 21:00-21:50  | 「ハバナを走る」               | キューバ・ハバナ                   |
| 10 | 2017年5月3日 22:00-22:50   | 「ニューヨークを走る」         | アメリカ合衆国・ニューヨーク       |
| 11 | 2017年5月4日 22:00-22:50   | 「シンガポールを走る」         | シンガポール                       |
| 12 | 2017年11月3日 22:00-22:49  | 「サンクトペテルブルクを走る」 | ロシア・サンクトペテルブルク       |
| 13 | 2017年11月23日 22:00-22:50 | 「ローマを走る」               | イタリア・ローマ                   |
| 14 | 2018年3月27日 21:00-21:50  | 「オアフ島を走る」             | アメリカ合衆国・ハワイ州オアフ島   |
| 15 | 2018年3月28日 21:00-21:50  | 「バルセロナを走る」           | スペイン・バルセロナ               |
| 16 | 2018年5月3日 22:00-22:50   | 「香港を走る」                 | 中国・香港                         |
| 17 | 2018年5月4日 22:00-22:50   | 「ウィーンを走る」             | オーストリア・ウィーン             |
| 18 | 2018年11月6日 21:00-21:50  | 「アテネを走る」               | ギリシャ・アテネ                   |
| 19 | 2018年11月7日 21:00-21:50  | 「レイキャビクを走る」         | アイスランド・レイキャビク         |
| 20 | 2019年1月12日 20:00-20:50  | 「モントリオールを走る」       | カナダ・モントリオール             |
| 21 | 2019年1月14日 19:00-19:50  | 「カトマンズを走る」           | ネパール・カトマンズ               |
| 22 | 2019年5月1日 21:00-21:50   | 「大阪を走る」                 | 日本・大阪                         |
| 23 | 2019年5月1日 22:00-22:50   | 「函館を走る」                 | 日本・函館                         |
| 24 | 2019年8月12日 21:00-21:50  | 「バスクを走る」               | スペイン・サン・セバスティアン周辺 |
| 25 | 2019年8月12日 22:00-22:50  | 「キングストンを走る」         | ジャマイカ・キングストン           |
| 26 | 2019年9月21日 23:00-23:50  | 「広島を走る」                 | 日本・広島                         |
| 27 | 2019年9月28日 23:00-23:50  | 「金沢を走る」                 | 日本・金沢                         |
| 28 | 2019年11月28日 21:00-21:50 | 「ダブリンを走る」             | アイルランド・ダブリン             |
| 29 | 2019年11月29日 21:00-21:50 | 「ソウルを走る」               | 韓国・ソウル                       |

| 30 | 2020年1月23日 21:00-21:50  | 「師走の東京を走る」     | 日本・東京               |
| 31 | 2020年1月26日 21:00-21:50  | 「秋田を走る」           | 日本・秋田               |
| 32 | 2020年3月8日 23:00-23:50   | 「パリを走る」           | フランス・パリ           |
| 33 | 2020年3月15日 23:00-23:50  | 「カイロを走る」         | エジプト・カイロ         |
| 34 | 2020年5月9日 22:00-22:50   | 「鹿児島を走る」         | 日本・鹿児島             |
| 35 | 2020年7月27日 19:00-19:50  | 「2020初夏の東京を走る」 | 日本・東京               |
| 36 | 2020年10月17日 22:00-22:50 | 「横浜を走る」           | 日本・横浜               |
| 37 | 2020年10月24日 22:00-22:50 | 「房総を走る」           | 日本・千葉県南部         |
| 38 | 2021年1月17日 21:00-21:50  | 「仙台を走る」           | 日本・仙台               |
| 39 | 2021年1月24日 21:00-21:50  | 「飛騨高山を走る」       | 日本・高山周辺           |
| 40 | 2021年3月20日 12:00-12:50  | 「大宮を走る」           | 日本・さいたま市大宮周辺 |
| 41 | 2021年3月21日 12:00-12:50  | 「2021早春の東京を走る」 | 日本・東京               |
| 42 | 2022年10月8日 19:00-19:50  | 「ベルリンを走る2022」   | ドイツ・ベルリン         |
| 43 | 2022年10月9日 19:00-19:50  | 「ローマを走る2022」     | イタリア・ローマ         |
| 44 | 2023年4月29日 21:00-21:49  | 「台北を走る2023」       | 台湾・台北               |
| 45 | 2023年5月11日 21:00-21:49  | 「パリを走る2023」       | フランス・パリ           |